# José Manuel Rodrigues
José Manuel de Sousa Rodrigues (ur. 13 lipca 1960) – portugalski dziennikarz i polityk, od 2009 poseł do Zgromadzenia Republiki. 

## Życiorys
W 1979 rozpoczął pracę w piśmie "Jornal da Madeira", następnie był związany z tygodnikiem "Independente" wydawanym przez Paulo Portasa. W 1996 został wybrany posłem do Zgromadzenia Ustawodawczego Madery z listy CDS/PP, zaś w roku następnym stanął na czele regionalnych struktur partyjnych. Reelekcję do parlamentu regionalnego uzyskiwał w latach 2000, 2004 i 2007. W wyborach w 2009 został wybrany posłem do Zgromadzenia Republiki XI kadencji z okręgu Madera, zaś w wyborach w 2011 reelekcję z tego samego regionu. 